# Baltisch voetbalkampioenschap 1927/28
In 1927/28 werd het zestiende voetbalkampioenschap gespeeld dat georganiseerd werd door de Baltische voetbalbond. VfB Königsberg werd kampioen en plaatste zich voor de eindronde om de Duitse landstitel waar de club in de eerste ronde Breslauer SC 08 versloeg. In de kwartfinale verloor de club van Hamburger SV. Preußen Stettin mocht als vicekampioen ook aantreden en verloor in de eerste ronde van Holstein Kiel.

## Deelnemers aan de eindronde
| Club                    | Gekwalificeerd als            |
| ----------------------- | ----------------------------- |
| SV Schutzpolizei Danzig | Kampioen van Danzig           |
| VfB Königsberg          | Kampioen van Oost-Pruisen     |
| SC Preußen Stettin      | Kampioen van Pommeren         |
| SpVgg Memel             | Vicekampioen van Oost-Pruisen |
| Stettiner FC Titania    | Vicekampioen van Pommeren     |

## Eindstand
| Plaats | Club                 | Wed. | W | G | V | Saldo | Ptn. |
| ------ | -------------------- | ---- | - | - | - | ----- | ---- |
| 1.     | VfB Königsberg       | 6    | 5 | 0 | 1 | 18:6  | 10:2 |
| 2.     | SC Preußen Stettin   | 6    | 4 | 0 | 2 | 17:10 | 8:4  |
| 3.     | Stettiner FC Titania | 6    | 2 | 1 | 3 | 9:15  | 5:7  |
| 4.     | Schutzpolizei Danzig | 4    | 1 | 0 | 3 | 4:11  | 2:6  |
| 5.     | SpVgg Memel          | 4    | 0 | 1 | 3 | 4:10  | 1:7  |

|  | Kampioen                 |
|  | Geplaatst voor eindronde |